# 貝爾戈維亞醜聞
〈貝爾戈維亞醜聞〉（英語：A Scandal in Belgravia）是英國廣播公司（BBC）推出的英國電視劇《新福爾摩斯》第2季的第1集，於2012年1月1日透過BBC One和BBC HD首播；該集由史蒂芬·莫法特編劇，並由保羅·麥格根執導。劇中的部分劇情改編自由柯南·道爾撰寫的福爾摩斯小說《波希米亞醜聞》（1891年），講述受人委託去取走女施虐者艾琳·艾德勒手上某皇室女成員的艷照，但隨著案情發展，整起案件不再那麼單純。
該集的主演包含班奈狄克·康柏拜區與馬丁·費里曼，以及飾演艾琳的拉娜·普拉芙。

## 劇情
該集延續上一集反派莫里亞蒂和對峙的橋段。突然，有人致電莫里亞蒂，對方似乎能給予莫里亞蒂一樣他夢寐以求的東西。於是，莫里亞蒂趕去處理該件要事，便放過了福爾摩斯和华生。之後的一些日子裡，兩人偶爾接一些案子，而华生則成立網誌講述他們查案的過程。漸漸地，兩人開始成名。某日，福爾摩斯的兄長、在英國政府擔當要職的邁克羅夫特請福爾摩斯和華生來到白金漢宮。到場後，邁克羅夫特告訴兩人近日有一女施虐者艾琳·艾德勒拍下了某皇室女成員的艷照，並藏在其智能手機內。可是，艾琳並不欲以金錢或權力作交換條件。為此，邁克羅夫特希望兩人能查明真相，並取得那手機。福爾摩斯對艾琳奇怪的舉動深感興趣，決定接下該案件。
之後，兩人借故進入艾琳家中，但後者也預料到他們會登門拜訪。於是，艾琳請福爾摩斯到其中一間房間，但她卻一絲不掛的進了來，這一舉動令向來觀察入微的福爾摩斯完全無法了解艾琳。其後，艾琳反客為主道出福爾摩斯來到的原因，並與他閒聊其他案子的事，福爾摩斯在對談的過程中，套出手機就藏在房間一事，接著華生刻意觸發火災警報器，福爾摩斯透過艾琳在那當下看向的位置，得知手機就藏在畫後面的保險箱當中。此時，美國中央情報局（CIA）幹員尼爾森（Neilson）帶著數名手下闖進艾琳的房間中，並以华生為人質要脅福爾摩斯交出那手機。福爾摩斯說手機就在保險箱裡但他不知道密碼，然而在尼爾森的脅迫下，福爾摩斯硬是推理出其密碼是艾琳的三圍。然而，當福爾摩斯成功打開夾萬後，觸發了裡面的手槍陷阱，射殺了一名CIA成員，而其他的CIA成員也接連被三人制伏。福爾摩斯知道手機內不只有皇室成員艷照這麼簡單，否則CIA不可能找上門，故趁亂偷走它，但艾琳又再料到其舉動而把他弄昏。
福爾摩斯醒來後發現手機不見，自己的手機卻多了艾琳的通訊方法。此後，整件事就完全沒有進展。半年後，福爾摩斯收到艾琳的短訊，後者告訴福爾摩斯她正被追殺，就快死了。她試圖將那手機送到福爾摩斯手中。不久後，警方就發現了她的屍首。福爾摩斯去看她那面目全非的遺體，看過她裸體的他確認艾琳已死。一段日子後，華生被邁克羅夫特的手下帶到一個已被棄用的發電站，原以為是要見邁克羅夫特，但他的手下原來是受艾琳所託，與他見面的其實是艾琳。原來，艾琳為了逃避眾人的追蹤而假死。其後，福爾摩斯也隨之而來，艾琳把其設了密碼的手機給他保管。兩人返回貝克街221B號的住處後不久即被CIA的人闖入，所幸房東把那手機藏了起來，福爾摩斯則把帶隊的尼爾森綁起並從窗拋下。之後，艾琳上門，請福爾摩斯破解她從英國國防部偷來的密報。結果，福爾摩斯不消十秒就破解了，這是一班會在翌日從倫敦飛到美國巴尔的摩的航班的資料。艾琳隨即把這些資料轉發給急於引起邁克羅夫特注意的莫里亞蒂，後者又把資料傳給邁克羅夫特，他收到此短訊後大驚。
當晚，福爾摩斯被英國政府的幹員送到國際機場，並請他登上一班客機。在飛機上，他看到所有的乘客都是死人。原來，英國和美國的情報部門早就聞之該架從倫敦起飛的班機會被恐怖份子裝上炸藥。為了像第二次世界大戰時的考文垂大轟炸那樣不讓對方發現情報已被破獲，英美兩國早計劃使那航班照常起飛，但其中的乘客全被調包成死屍，那麼兩國既可使恐怖份子上當，也不會造成任何人命傷亡。可是，福爾摩斯因無意中協助艾琳解破密報而令整個計劃流產。邁克羅夫特因而斥責福爾摩斯急於在人們面前賣弄，連中了別人的圈套也不知道。此時，福爾摩斯才知道自己犯下了大錯。
其後，艾琳來到，她要脅邁克羅夫特要麼保障她的生命安全，要麼她會把皇室成員艷照等一一公諸於世。邁克羅夫特權衡利弊，最終決定答允艾琳的要求。同時，艾琳又譏笑福爾摩斯也不外如是，並指自己根本沒有喜歡過他。福爾摩斯質疑此說，稱憑她的生理反應已知她愛上了他。為證明此事，福爾摩斯解破手機的密碼。果然，這的密碼是他名字的前四個字母。密碼被解破後，艾琳的王牌已經無效，她隨之噙著淚、哀求夏洛克給她保護，否則她一定會死於非命，但夏洛克沒有理會。
數個月後，邁克羅夫特約華生見面，前者說艾琳不知用什麼方法得到美國的庇護，並擁有新的身份；但不幸的是，她其實在兩個月前就死於巴基斯坦的恐怖份子手上，而且已確認這次不是假死。隨後，華生向福爾摩斯撒謊，告訴他艾琳美國擁有新身份，但他們無法再見面。福爾摩斯向華生要來艾琳那支手機。這時，鏡頭閃回到艾琳正要被斬首那刻，劊子手卻是裝成恐怖份子的福爾摩斯，後者協助她逃脫。最後，福爾摩斯自言自語地尊稱艾琳為「那個女人」。

## 製作
該集由保羅·麥格根執導:312，史蒂芬·莫法特編劇:312。〈情逢敵手〉的主角除了福爾摩斯和華生外，還有艾琳。劇組選擇英國演員拉娜·普拉芙出演這角色。普拉芙在拍完另一部BBC電視劇《英國特警隊》後接到了劇本:105。據她本人透露，她在讀完劇本後不久就被其情節深深吸引，並在幾日後決定參與演出。同時，為了詮釋好女施虐者的角色，她又大量搜集有關方面的資料。至於裸露演出的一幕，則是由普拉芙本人出演，沒有使用任何替身。由於這是她首次於鏡頭前全裸示人，她視之為挑戰，並表示拍攝時感到異常緊張，但最後還是成功克服這問題，而且她也很滿意最後拍出來的效果。普拉芙表示，飾演艾琳的挑戰在於「要了解她的行事因由，[...]其實她有點不正常且有點迷失。因此我覺得很好玩，可以決定在何時讓那好強的面具滑落下來。[...]他們倆都不敢誠實，怕一誠實就暴露了弱點。我（艾琳）邀他（福爾摩斯）吃晚餐，牽起他的手，他卻在量我的脈搏。他解開密碼時，或許是兩人對彼此最坦誠的一刻」:140。
劇中艾琳裸體及鞭打福爾摩斯的橋段是編劇莫法特自行加入的，因為艾琳「以一種曖昧姿態存在於他的記憶當中」:107。被問到艾琳與福爾摩斯的關係時，普拉芙表示，「他們倆面對面，就像在照鏡子。他們非常合拍，摸透彼此的心理。他們了解彼此的想法，也看穿了彼此的面具，[...]艾琳在面具後藏得很好——強大的SM女王——但被他看透了。她也看透了他。這是一種癡迷的感覺，他們對彼此醉心」:105。

### 拍攝
劇中出現了福爾摩斯拉小提琴的情節。而事實上，飾演該角的班尼狄·甘巴貝治並不太懂得演奏此樂器。為此，劇組特意找來音樂家艾歐絲·查特當他的小提琴老師。最終，甘巴貝治用了一個星期的時間就演奏得有模有樣，並得以在拍攝時現場演奏。雖然如此，觀眾最後聽到的音樂其實是由查特演奏的。〈情逢敵手〉的拍攝地點包括艾琳的住處——伊頓廣場44號屋、巴特西發電站和希斯路機場等。至於福爾摩斯等人在白金漢宮內會談的一幕，其實是取景於倫敦大學金匠學院的會客廳:155。該集由法比安·瓦格納掌鏡:312。

## 出典與設計
〈情逢敵手〉（A Scandal in Belgravia）的劇情及標題取自福爾摩斯原著小說《波希米亞醜聞》（A Scandal in Bohemia）。劇名中的「Belgravia」指的是與白金漢宮相鄰的一個地區貝爾戈維亞。在劇中，華生開設了一個網誌講述他和福爾摩斯查案的過程，當中的案件「極客譯員」（Geek Interpreter）、「斑點金髮女」（Speckled Blonde）及「臍部治療案」（Navel Treatment）分別取自原著《希臘語譯員》（Greek Interpreter）、《斑點帶子案》（Speckled Band）及《海軍協約》（Naval Treaty）的諧音。此外，福爾摩斯同時也建立網誌，並介紹了243種煙灰的分別，這劇情其實是取材於《波士堪谷奇案》，在這小說中，福爾摩斯寫了一篇關於140種煙灰之別的短論文。還有，房東哈德遜太太在打開雪櫃看到福爾摩斯用來研究的拇指則與《工程師拇指探案》有關。至於在結尾，福爾摩斯要求保存艾琳的電話作紀念也是取材於《波希米亞醜聞》，在小說中，他要的則是艾琳的相片。
除了原著小說外，〈情逢敵手〉還向其他的作品致敬。比如華生的其中一篇名為「困窘的夏洛克·福爾摩斯」（Sherlock Holmes Baffled）的網誌就是取自1900年上映的同名無聲電影，這是全球首部以福爾摩斯為題的電影。另外，華生說他網誌中的某一篇文章的觀看人數鎖定在1895，這一設計是來自美國作家文森特·史塔萊特的詩作《這總是1895》（It is Always 1895）。史塔萊特是福爾摩斯原著的愛好者，並曾從事這方面的研究。〈情逢敵手〉中裝滿屍體的飛機的構思來自詹姆士·龐德電影《女王密使》（1969年）的刪減片段，只不過該片中裝滿屍體的交通工具是地鐵:105。

## 播出與家庭媒體
〈情逢敵手〉於2012年1月1日在BBC One和BBC HD首播。當晚的初步調查指，共有875萬人收看此節目，收視率達30.9%。而在其後發佈的最終收視報告更指有1663萬人觀看，是這週內收看人數第五高的電視節目。另一方面，有80萬人在劇集播出後的24小時通過BBC iPlayer收看；而直至同年5月，更有250萬人以該程式觀看這一集。BBC Three在1月7日晚上7時重播該集，也有88萬人收看。

## 反響
〈情逢敵手〉在播出後獲得不少好評。《獨立報》認為此集充滿著懸念又不失喜感。多媒體和評論網站IGN在10分為滿分下給了8分，並以出色來形容此集，但美中不足的是艾琳這角色不夠獨立。同時，另一多媒體和評論網站TV Fanatic更打下滿分，又稱這是2012年最喜愛的電視劇。《每日電訊報》則大讚班奈狄克·康柏拜區出色的演技令本劇生色不少。《衛報》認為本劇的成功之處在於編劇能把福爾摩斯的原著現代化，並把主題延伸至恐怖襲擊等範疇，使劇情更引人入勝。《廣播時報》因而表示觀眾是幸運的，因他們能夠欣賞到一部這麼高質素的電視劇。《Cinema Blend》也認為即使自〈解謎遊戲〉播出後兩年觀眾才能等到這集，但當看完後，他們還是會覺得這是值得等候的。
〈情逢敵手〉還贏得多個獎項和提名。在2012年5月頒發的英國學術電視藝術獎（British Academy Television Craft Awards）中，史蒂芬·莫法特贏得最佳編劇獎、查理·菲利普斯奪最佳剪接獎，音效剪接組則取得最佳音效獎。這集也同時得到黃金時段艾美獎的13個提名，其中包括最佳連續集、最佳連續集男主角、最佳連續集男配角、最佳連績集編劇以及最佳連續集導演。2013年，該集獲得愛倫·坡獎的最佳電視劇獎。

### 爭議
普拉芙的裸露鏡頭引起了一些人的不滿。《每日郵報》指雖然沒有出現性器官，但由於劇集是在晚上9時這黃金時段播出，因此，並不應該出現這樣的情節。女性主義者簡·克萊爾·琼斯亦在《衛報》的官方網誌撰文批評此事，她認為編劇史蒂芬·莫法特是將艾琳性化，並把她寫成為專門討好男性的角色，不合乎原著作者亞瑟·柯南·道爾爵士對女性的態度。其後，在節目播出的3日後，BBC共收到102個有關這方面的投訴。
對於一些人就裸露鏡頭的批評，其他評論家、莫法特和普拉芙本人也作出反駁。《衛報》稱《每日郵報》是過度緊張，並指該報的其中一頁也刊登了一幅普拉芙裸露的放大圖片，故表示不能理解《每日郵報》有何不滿。《廣播時報》強調在該集中，艾琳是以聰明才智令福爾摩斯甘拜下風的女強人，並對聽到那些批評感到難過。莫法特則解釋自己是根據原著中艾琳的形象而打造出劇集中的艾琳。普拉芙笑言人在出生時本就是赤身露體，故裸露鏡頭沒有什麼值得大驚少怪。同時，她主張觀眾應該把重點放在艾琳本身的聰明才智上，而非其裸體。

## 漫畫版
改編日本漫畫《新世紀福爾摩斯 貝爾格拉維亞醜聞》（SHERLOCK ベルグレービアの醜聞）刊載於角川書店出版的漫畫月刊《Young Ace》，由Jay.作畫，於2017年3月号（2017年2月3日發行）開始連載，2021年9月號完結。
| 卷號    | 角川書店      | 角川書店            | 角川書店       | 角川書店            | 台灣角川       | 台灣角川            |
| 卷號    | 發售日期      | ISBN                | 雙語版發售日期 | 雙語版ISBN          | 發售日期       | ISBN                |
| ------- | ------------- | ------------------- | -------------- | ------------------- | -------------- | ------------------- |
| 4（上） | 2019年7月4日  | ISBN 978-4041050330 | 2019年12月21日 | ISBN 978-4046043665 | 2019年11月11日 | ISBN 978-9577433626 |
| 4（下） | 2021年12月3日 | ISBN 978-4041120200 | 2022年6月24日  | ISBN 978-4046058171 | 2022年10月13日 | ISBN 978-6263218604 |

## 外部連結

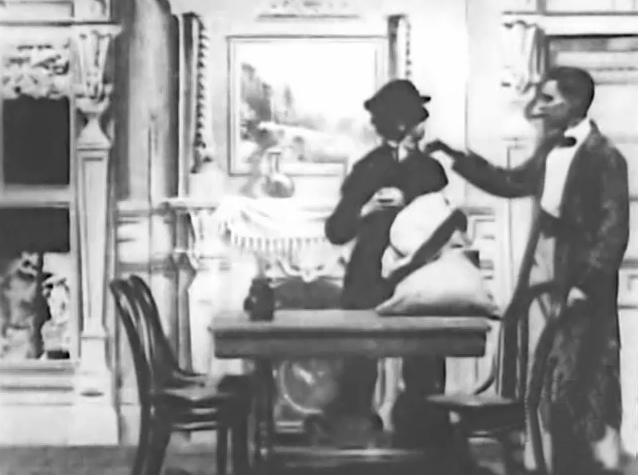
在劇中，華生的其中一篇網誌「困窘的夏洛克·福爾摩斯」其實是向1900年上映的同名無聲電影致敬，圖為該電影截圖

- 互联网电影数据库上A Scandal in Belgravia的资料（英文）